# Fleischhauerstraße 20 (Lübeck)

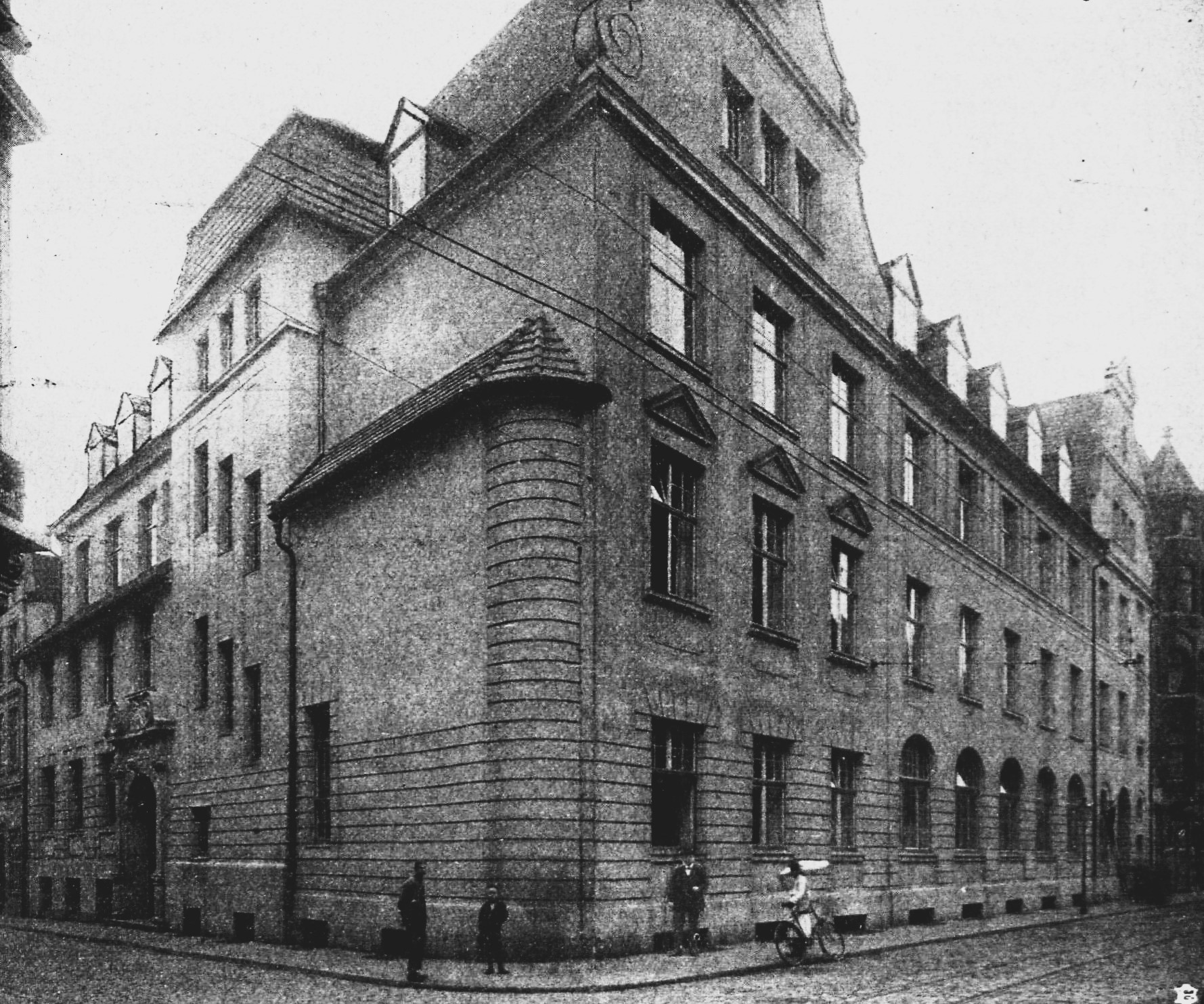
Ehem. Steuerbehörde (1908)

Kassensaal

Büroraum im 1. Obergeschoss

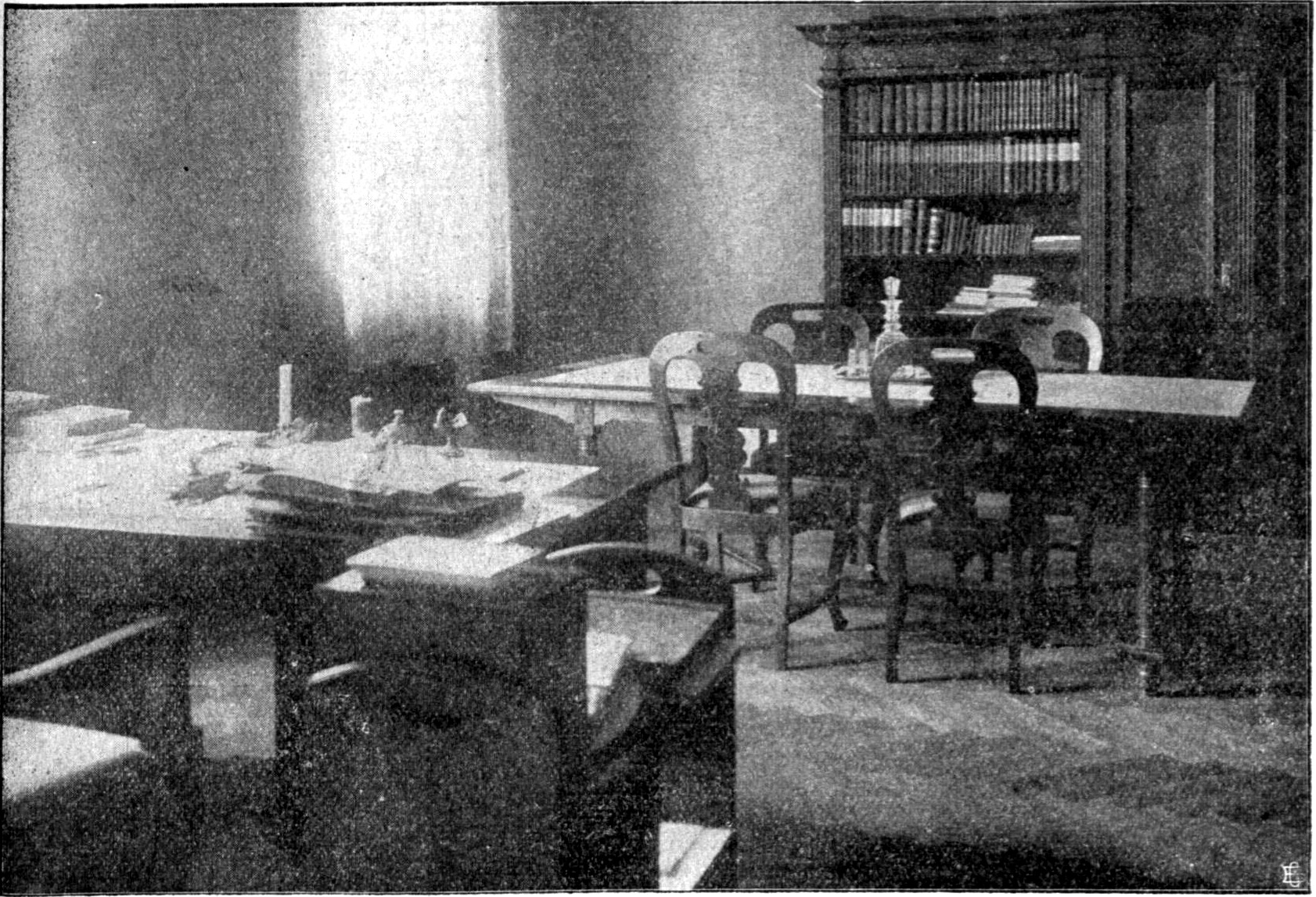
Präsidialzimmer

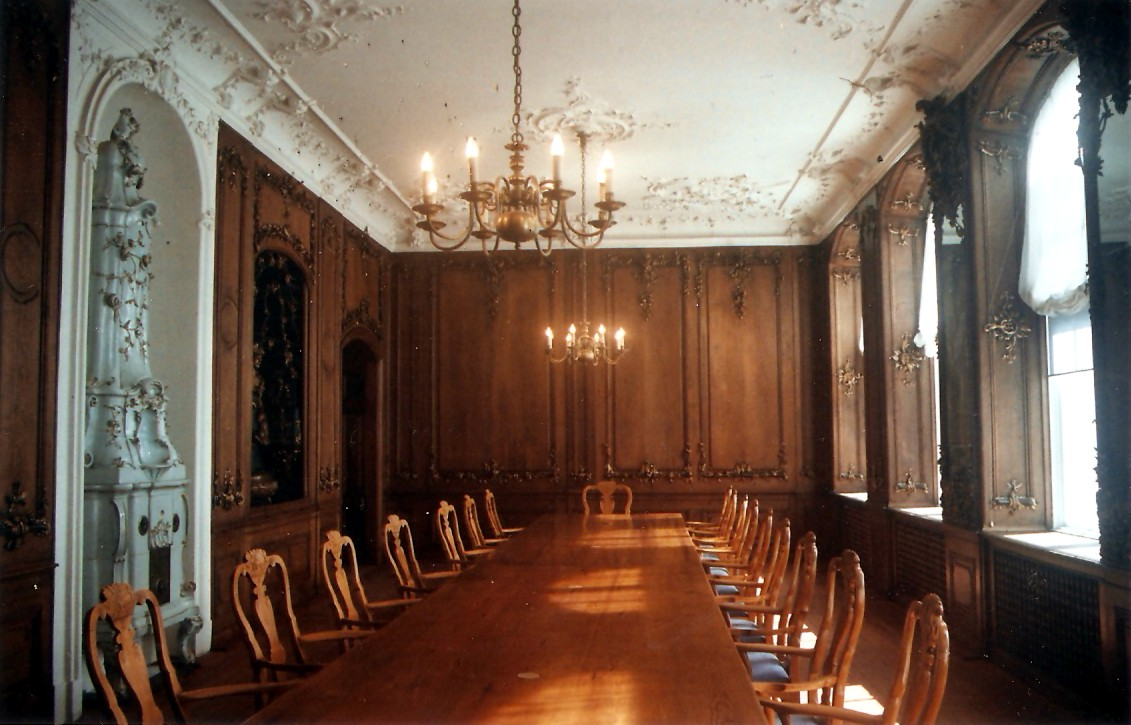
Dimpkersches Zimmer

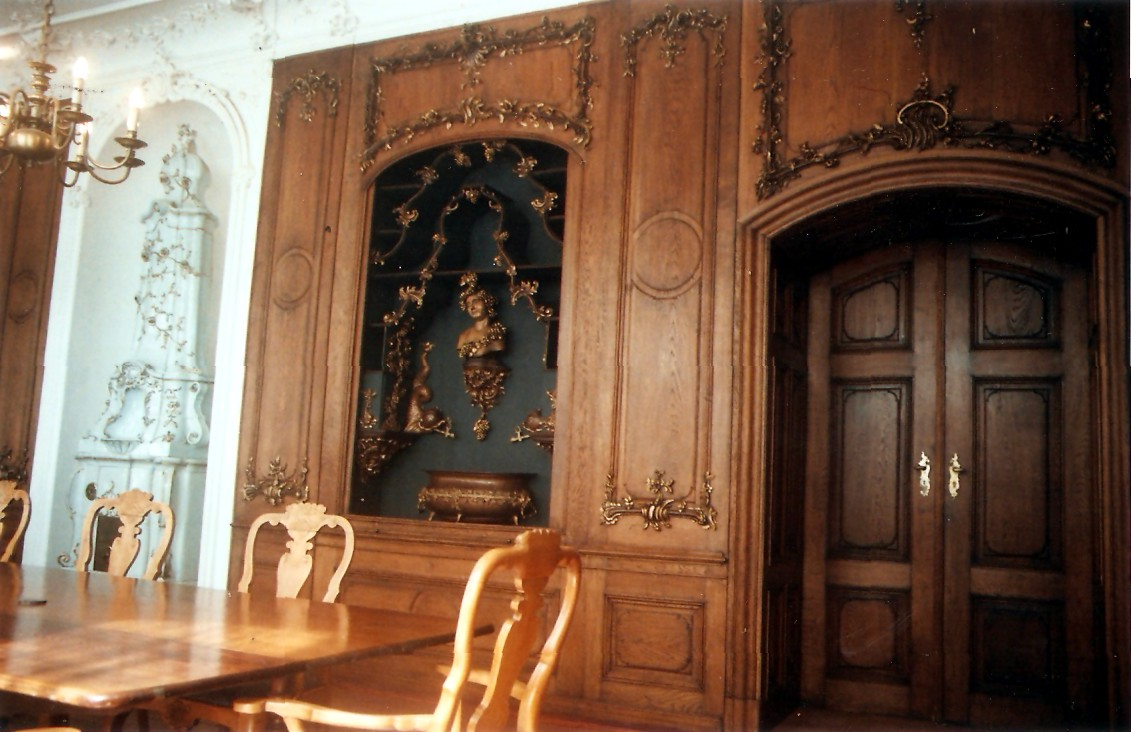
Detail

Das denkmalgeschützte Gebäude Fleischhauerstraße 20 (heute auch Königstraße 67a) in Lübeck wurde in den Jahren 1906–1908 als städtisches Verwaltungsgebäude erbaut.

## Inneres des Gebäudes
Das Erdgeschoss wird heute vom Einzelhandel genutzt. Vis-à-vis des Eingangs befand sich einst der heute zugemauerte Durchgang zum Kassensaal. Rechts befindet sich die Haupttreppe, die sich um den Fahrstuhl windet. Dieser verrichtet nach wie vor seinen Dienst.
Der Kassensaal war ein mit einem Glasdach überdeckter Saal, der bis vor die Schalter reichte. Heute ist der Boden unter dem Dach entfernt und in Höhe der oberen Sprosse der Fenster zur Königstraße ein Zwischengeschoss eingezogen. Der Lichthof reicht bis ins Kellergeschoss.
Für die Obergeschosse bildet der Kassensaal einen offenen Hof, um den sich die beiden Gebäudeflügel gruppieren. An den den Hof umschließenden Fluren liegen die Büroräume, die von der Stadt angemietet sind. Senatoren wie Cay Diedrich Lienau und Julius Vermehren hatten hier ihre Büros.
Im zweiten Obergeschoss befindet sich ein aus dem Seitenflügel des einstigen Dimpkerschen Hauses (Breite Straße 12) stammender Saal des 18. Jahrhunderts. Dabei handelt es sich um eines der wichtigen erhaltenen Rokoko-Interieurs der Stadt aus dem Jahr 1762, bestehend aus einer reichen Stuckdecke mit Rocaillen und Blumenranken in den Voluten. Die Täfelung ist aus Eichenholz. In den Feldern der Täfelung sind vergoldete Rocaillen und Blumengehänge zu sehen. Sie wird durch zwei Wandspiegel an der Fensterseite des Saals aufgehellt, die ebenfalls reich mit Ornamenten geschmückt sind. In der Täfelung befindet sich ein Wandschrank und in der Ofennische ein Kachelofen aus Stockelsdorfer Fayence mit blau-weißen, in Gold abgesetzten Kacheln. Auftraggeber dieses Innenausbaus war der Lübecker Bürgermeister Joachim Peters.
Die zur Königstraße zeigenden rundbogigen Fenster sind bei den Umbauten zu Arkaden erweitert worden, die längsseits in einen Bogengang führen.

## Geschichte
Das Grundstück wurde erstmals 1293 als bebaut erwähnt. Die Stadt Lübeck kaufte das Grundstück 1899 und nutzte es zunächst als Militär-Casino. 1908 ging es in die Nutzung der Finanzbehörde der Stadt über. Nach der Steuerbehörde war das Lübeckische Finanzamt neben der Städtischen Verwaltung jahrelanger Nutzer des Gebäudes.
An der Königstraße hatte das Grundstück zuerst die Hausnummer 69, dann 67 und heute 67a. Der Flügel beherbergte die Firma Hintze & Stech, bis die Lübecker Buchhandlung Weiland mit ihrem Hauptsitz in die Räumlichkeiten zog.
Weiland wurde 2012 von Hugendubel übernommen und verschwand Ende Oktober des Jahres als Name aus Lübeck.

## Verweise